# Вікторівка (Обухівський район)
Ві́кторівка — село в Україні, у Миронівській громаді Київської області. До 2020 року входило до Миронівського району Київської області і було центром Вікторівської сільської ради. Населення становить 253 осіб.

## Історія
У козацьку добу територією сучасної Вікторівки проходила степова дорога на Київ, при якій стояла корчма.
У 1799 році тутешні землі, що належали до Богуславського староства, стали власністю графа Ф. К. Браницького. На степових перелогах спочатку почали вирощувати зерно, а у середині 19-го століття — цукрові буряки. За часів Браницьких ці землі поділялися на великі економії-ферми, якими управляли орендатори, і які з часом викупляли окремі поміщики. Зокрема, 990 десятин землі між Зеленьками і нинішньою залізницею Миронівка–Кагарлик придбав поміщик Козловський. На місці згадуваної корчми було засновано велику економію Вільхову (Ольшаницьку), згодом поміщицький маєток (нині тут розташовується село Матвіївка).
У 1867 році місцевість було продано Департаменту уділів.

### Савівка
У 1909 році тут виникло село Савівка, що було засновано 40 сім'ями-переселенцями із села Карапиші. Назване село було на честь Сави Пушняка, який керував переселенням родин.
У 1913 році тут почалося будівництво залізниці Миронівка–Кагарлик, що мала проходити неподалік поміщицької економії пана Козловського. Проте невдовзі будівництво було призупинено у зв'язку із початком Першої світової війни та революції і громадянської війни в Росії.
Село Савівка згодом увійшло до Фролівської сільської ради Миронівського району.
Станом на 1922-1923 роки у Савівці було 49 господарств, у яких проживало 243 людей.
Після війни відновилося будівництво залізниці, і восени 1923 року з Миронівки на Кагарлик пройшов перший потяг.

### Заснування Вікторівки
У 1924 році 80 сімей із Карапишів вибудували біля Савівки нове село Вікторівка, у якому працювали магазин і школа. Село було назване на честь агронома, керівника Карапишівського волосного земельного комітету Віктора Бенклінова, який організував переселення. Бенклінова також було обрано головою сільської ради.
У 1925 році Фролівську сільраду було перенесено до Вікторівки, яка у середині 1920-х років набула статус окремого села.
Також у 1925 році при Всеукраїнському оглядів зразкових сіл Вікторівці було присуджено Диплом I ступеня та грошову премію в сумі 500 крб. Тоді ж у селі встановили динамо-машину, якою освітлювали вулиці, і відкрили першу початкову школу, до якої переведено фролівську школу.
Оскільки селян на три роки було звільнено від оподаткування, сюди потяглися нові переселенці, які оселялися між Вікторівкою і Савівкою, які згодом з'єдналися в одне село Вікторівку.
Наприкінці 1932 року у Вікторівці було створено колгосп «П'ятирічка», який об'єднував землі Фролівки, Тарасівки, Вікторівки та Савівки. Пізніше господарство поділилося на колгосп імені Кірова у Фролівці і колгосп імені XVI з'їзду КПРС у Вікторівці й Савівці (з 550 га землі).
Під час Голодомору в селі загинуло близько 600 осіб. Хоча була допомога селянам з боку голови сільської ради Бенклінова В.О. Вдалося встановити прізвища лише 152 померлих від голоду, з них 79 дітей.
За Наказом 1936 року «про впорядкування сіл і ліквідування хутірної системи» жителів сіл, що мають менше 100 мешканців, вимагалося переселяти у найближчі великі села. Колгоспна бригада допомагала руйнувати хати в степу та будувати нові у селах. На літо 1937 року у степу не лишилося жодної хати.

### Після війни
За героїзм у боях проти нацистських загарбників на фронтах Німецько-радянської війни 35 жителів села нагороджено орденами й медалями.
1956 року у селі було збудовано двоповерхову будівлю семирічної школи та будинок клубу.
13 лютого 1960 року рішенням виконавчого комітету Київської обласної ради депутатів трудящих №83 «Про зміни в адміністративно-територіальному поділі» Фролівську сільраду включно із Вікторівкою, Фролівкою та Матвіївкою приєднано до Олександрівської сільради.
У 1962 році вікторівський колгосп імені XVI з'їзду було об'єднано з олександрівським «Жовтнем» і названо «Дружба». У березні 1964 року було відновлено вікторівський колгосп уже під назвою «Перемога».
10 березня 1966 року у складі Миронівського району утворено Вікторівську сільську раду із селами Вікторівка, Фролівка та Матвіївка.
А ось що писали про Вікторівку початку 1970-х років у радянській «Історії міст і сіл УРСР»:
«Село розташоване на річці Росавці, за 16 км від районного центру та залізничної станції Миронівка. Сільраді підпорядковані села Матвіївка і Фролівка. На території села — центральна садиба колгоспу „Перемога“, за яким закріплено 1669 га земельних угідь, у тому числі 1634 га орної землі. Господарство спеціалізується на вирощуванні грішних культур та цукрових буряків. В околицях села є великі поклади торфу. За успіхи й розвитку артільного господарства 65 колгоспників нагороджено орденами і медалями, зокрема X. X. Крезуб нагороджена орденом Леніна, ланкові М. Г. Лисенко і Г. Т. Дубова удостоєні звання Героя Соціалістичної Праці. У селі є восьмирічна школа, клуб, бібліотека, медпункт, пологовий будинок.»
1973 року вікторівський колгосп було знову об'єднано із олександрівським — у колгосп імені Будьонного із центром в Олександрівці, і знову відновлено лише 1988 року.

### У незалежній Україні
1992 року землі колгоспу було розпайовано і передано селянам.
2001 року вперше в історії Вікторівки було відкрито православний Хрестовоздвиженський храм.
12 червня 2020 року Вікторівку разом з Матвіївкою та Фролівкою було включено до складу Миронівської громади.

## Герб
Опис: «На зеленому з чорною базою три колоски зжаті золоті». Колоски — села Вікторівка, Фролівка та Матвіївка. Чорний колір — торф.[джерело?]